# Pakorn Thanasrivanitchai
Pakorn Thanasrivanitchai (ภากร ธนศรีวนิชชัย; nascido em 8 de outubro de 1992), conhecido pelo apelido de Tul (ตุล) é um ator, arquiteto, modelo e apresentador de televisão tailandês.

## Início da vida e educação
Tul nasceu em Banguecoque, Tailândia, o segundo filho de Somkiat Thanasrivanitchai e da professora assistente Jane Chirathirawat. Ele tem dois irmãos e irmãs. Ele é o herdeiro do Muang Kaew Golf Course e do Chiang Mai Golf Highlands and Spa Resort.
Ele estudou na Chulalongkorn Primary School e recebeu educação complementar na The Hutchins Junior High School em Hobart, Tasmânia, Austrália. Ele então foi para a Chulalongkorn University Demonstration School para o ensino médio inferior e se formou na Faculdade de Ciências e Matemática da Triam Udom Suksa High School. Ele se formou com honras de 2ª classe na Faculdade de Arquitetura da Universidade de Chulalongkorn. Durante seu tempo na Universidade de Chulalongkorn, ele ficou em primeiro lugar na Chula-Thammasat 68th Traditional Football Fair para CK5. Em 2023, ele se formou na Universidade Columbia com mestrado em Desenvolvimento Imobiliário.

## Carreira
Tul começou sua carreira na indústria do entretenimento como modelo para marcas de roupas, produtos e videoclipes em eventos como a Elle Fashion Week. Em 2013, ele fez sua estreia como ator na televisão como personagem coadjuvante na série Tawan Baan Toong. Em 2016, ele estreou como Knock, um dos personagens principais na série Bad Romance da TV Thunder. Em 2017, ele estrou a sequência Together with Me reprisando seu papel de Knock.
Em julho de 2023, Tul anunciou que está dando um hiato na atuação para se desenvolver no ramo imobiliário.

## Vida pessoal
Em janeiro de 2018, Phakorn foi ordenado no Wat Ratchabophit Sathitmahasimaram Ratchaworawihan.
Em julho de 2024, ele confirmou estar em um relacionamento com o ator Mew Suppasit Jongcheveevat. Em outubro de 2024, o casal confirmou o noivado.

## Filmografia

### Cinema
| Ano  | Título                  | Personagem | Notas           |
| ---- | ----------------------- | ---------- | --------------- |
| 2021 | Xin nian tai feng kuang | Nat        | Papel principal |

### Séries de televisão
| Ano  | Título                                             | Personagem           | Notas            |
| ---- | -------------------------------------------------- | -------------------- | ---------------- |
| 2013 | Tawan Baan Toong                                   |                      | Papel recorrente |
| 2015 | Tang Parn Kammathep                                | Arton/"Art"          | Papel recorrente |
| 2016 | Jao Jom                                            | Than Chai Phataruth  | Papel recorrente |
| 2016 | Bad Romance                                        | Knock                | Papel principal  |
| 2016 | The Dreamer: Condo/Barista/Architect               | Ted                  | Papel principal  |
| 2017 | Together with Me                                   | Knock                | Papel principal  |
| 2018 | Bangkok Love Stories 2: Innocence                  | Instrutor de fitness | Papel convidado  |
| 2018 | Together with Me: The Next Chapter                 | Knock                | Papel principal  |
| 2018 | Sapai Ka Fak                                       | Kacha                | Papel recorrente |
| 2019 | Beauty War                                         | Tim                  | Papel recorrente |
| 2020 | Manner of Death                                    | Dr. Bun              | Papel principal  |
| 2020 | Singha Na Ka                                       | Phitak               | Papel recorrente |
| 2024 | 4ª Temporada de Saneha Stories: Saneha Kap Cheewit | Toon                 | Papel principal  |
| 2024 | Triage                                             | Dr. Bun              | Papel convidado  |
| 2024 | Nha Harn                                           | Ele mesmo            | Papel convidado  |
| TBA  | The Ocean Eyes                                     | Sense                | Papel principal  |